# Feketesávos köpködőkobra
A feketesávos köpködőkobra (Naja nigricincta) a mérgessiklófélék családjába tartozó, Délnyugat-Afrikában honos, esetenként halálos marású mérgeskígyó. Mérgét képes támadója szemébe köpni.   

## Megjelenése

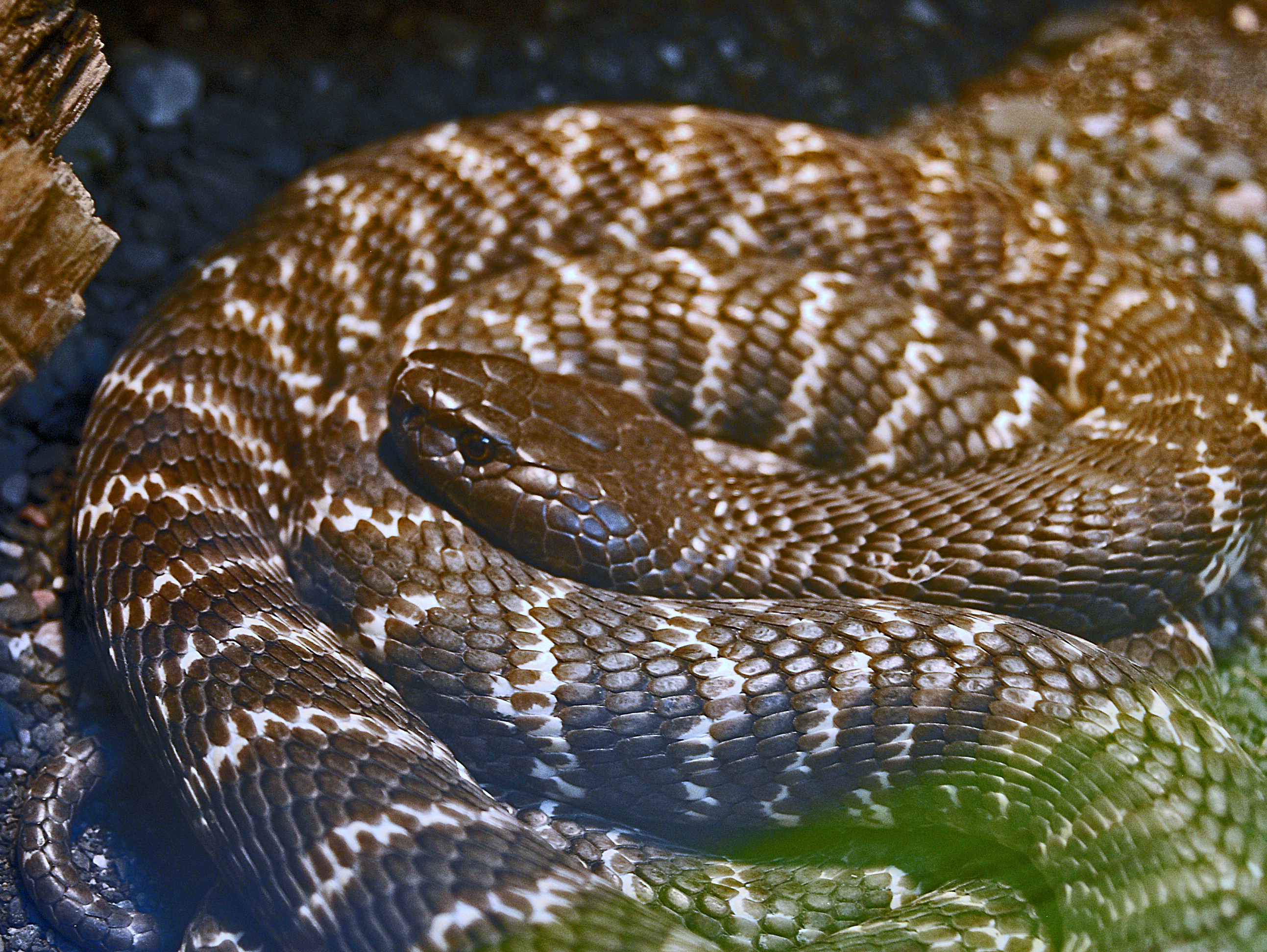

A feketesávos köpködőkobra közepes méretű kobrafaj, hossza 1,2-1,5 méter között változik. Törzse közepesen karcsú, kissé lapított, farokrésze hengeres. Lapított feje kissé válik el a nyakától. Orra lekerekített. Szemei közepesen nagyok, pupillája kerek.
Legfeltűnőbb tulajdonsága, hogy egész testében keskeny sötét-világos sávok zebraszerűen csíkozottá teszik. Alapszíne világosbarnától feketéig terjed, melyet mintegy 70 fehér vagy világossárga keresztcsík tarkít. A csíkok egyenletesen helyezkednek el, sötétebb pikkelyek is lehetnek bennük, többnyire teljes sávok, de megszakadhatnak vagy lehetnek csak félcsíkok is. A mintázat olykor a kígyó hasán is folytatódik. Hasi pikkelyei fehértől narancsszínűig változhatnak, gyakran kis barna foltokkal tarkítottak. A többi kobrához hasonlóan a feketesávos köpködőkobra és képes csuklyává kifeszíteni nyaki részét. Feje és csuklyája egyszínű, többnyire barna, sötétbarna vagy fekete. Torka is egyöntetűen sötétbarna vagy fekete, egyes példányoknál sötétebb mint a hátoldala.
A fiatal kobrák színezete világosabb, mint az felnőtteké; többnyire fehérek, szürkék vagy sárgák, világosszürke-fekete keresztcsíkokkal. Ahogyan idősödnek, egyre sötétednek. Fejük és csuklyájuk nem egyszínű, mint a felnőttek esetében, hanem a világosbarna vagy szürke fejhez sötétebb torokfolt járul, melyet világosabb pikkelyek választanak el a fej többi részétől. Idővel ezek a pikkelyek besötétednek és a felnőttekre jellemző egységes fejszínezetet adják.
Korábban a feketenyakú köpködőkobra alfajának tartották, újabban külön fajnak ismerik el.

## Elterjedése és életmódja
Közép- és Észak-Namíbiában, valamint Dél-Angolában honos. Észak-Namíbiában kimondottan gyakori.
A száraz szavannákon, bozótosokban és félsivatagokban él. Gyíkokkal, rágcsálókkal és egyéb kis gerinces állatokkal táplálkozik. Többnyire éjjel aktív, de a fiatal példányok nappal is járhatnak zsákmány után. A rágcsálókat követve betévedhet az emberi településekre is.
Ha fenyegetve érzi magát és nem tud elmenekülni, fenyegető pozíciót vesz fel: teste elülső részét felemeli és szétfeszíti csuklyáját, majd mérgét meglepő pontossággal háborgatója arcába spricceli, akár méterekről is. Ritkán mar és harapása akkor is inkább csak gyerekekre jelent életveszélyt, azonban rendkívül kellemetlen helyi szövetelhalást tud okozni.   

## Mérge
A többi kobrához hasonlóan mérge neurotoxikus és citotoxikus komponensekből áll, de a feketesávos köpködőkobra esetében az utóbbi a domináns. A marás helye erősen feldagad, fájdalmas, bevérzések és hólyagok keletkeznek, hosszabb távon pedig szöveti nekrózist okoz, ami elfertőződhet és sokszor csak bőrátültetéssel lehet teljesen rendbe hozni. Gyerekek esetében, vagy ha nagy mennyiségű méreg jutott a szervezetbe, az idegméreg izomgyengeséget, bénulást és a légzőizmok leállása esetén halált is okozhat. A bőrre spriccelt kobraméreg enyhe vagy közepes irritációt okoz, ha azonban a szembe jut, ott nagyon erős fájdalommal, égő érzéssel jár és ideiglenes vagy végleges vakság lehet a következménye. 